# Mörk fotblomfluga
Mörk fotblomfluga (Platycheirus islandicus) är en tvåvingeart som beskrevs av Ringdahl 1930. Mörk fotblomfluga ingår i släktet fotblomflugor, och familjen blomflugor. Arten har ej påträffats i Sverige.